# Selenocosmia hasselti
Selenocosmia hasselti är en spindelart som beskrevs av Simon 1891. Selenocosmia hasselti ingår i släktet Selenocosmia och familjen fågelspindlar. Inga underarter finns listade i Catalogue of Life.